# North Rustico
North Rustico est une ville dans le comté de Queens de l'Île-du-Prince-Édouard, au Canada, au sud-est de Cavendish. La municipalité a été incorporée en 1954. 
North Rustico devint une municipalité incorporée en 1954. Le village est connu par les gens locaux, ainsi qu'à d'autres comme "The Crick". Le village fait partie des plages Cavendish et du Duneshores Tourism Association et compte la grosse partie des lieux de vacances dans le secteur nord de l'île.
North Rustico est bien connu pour la célébration de la Fête du Canada chaque année le 1er juillet. L'évènement attire ordinairement plus de 10,000 personnes, ce qui remplit beaucoup le village, cela inclut des festivités dans le parc, une parade dans la rue principale, ainsi qu'une flottille de bateaux dans le port de Rustico. La célébration est populaire parmi les familles, les adolescents et les adultes. Le jour se complète vers 22 heures avec des feux d'artifice sur la baie.

## Démographie
| 2001 | 2006 | 2011 | 2016 |
| ---- | ---- | ---- | ---- |
| 637  | 599  | 583  | 607  |

## Histoire

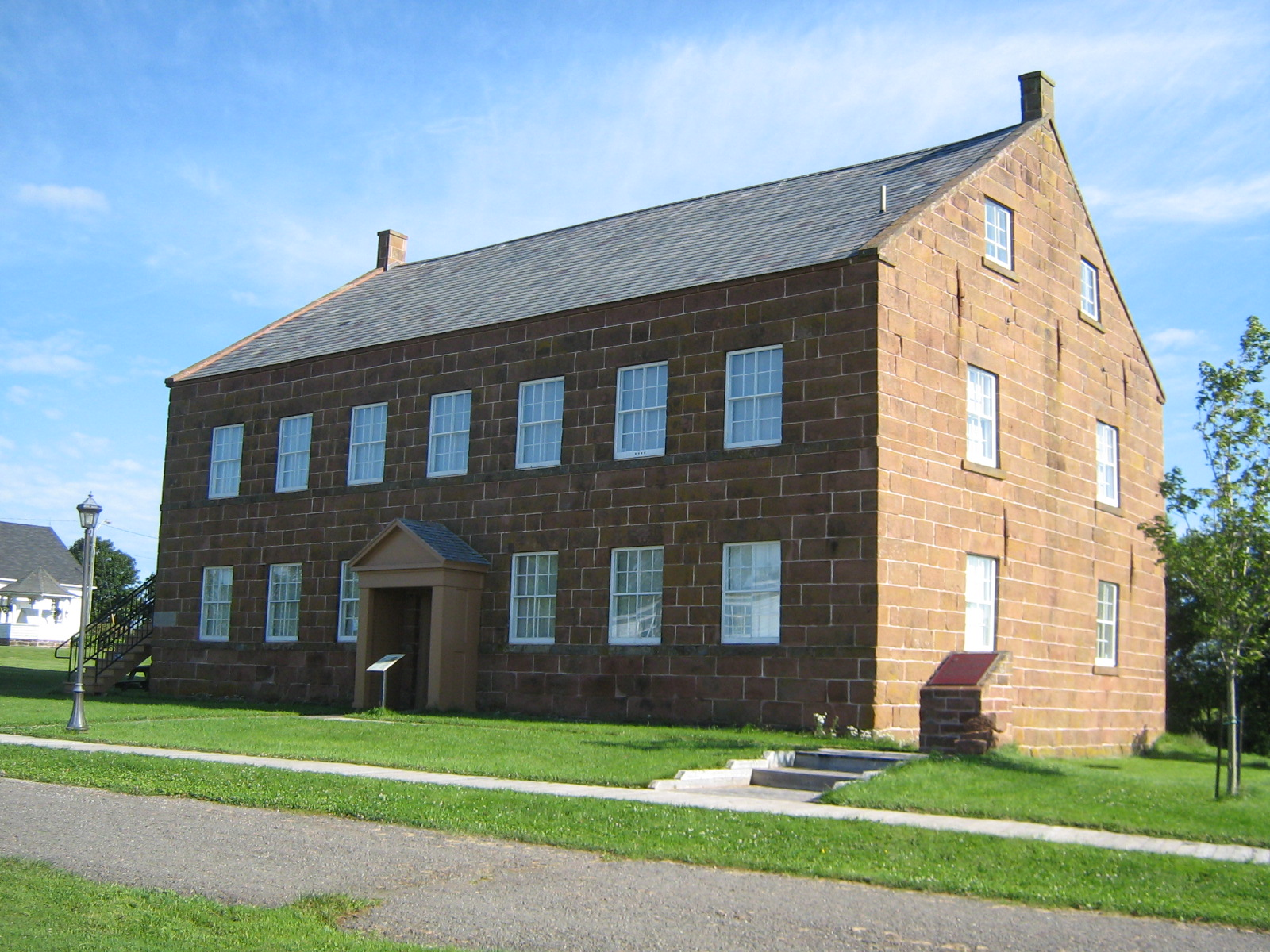
La Banque des fermiers de Rustico.

Le village de North Rustico fut fondé en 1790 environ, autour d'un petit port naturel le long de la côte du golfe du Saint-Laurent. La région était le domicile d'un restant d'Acadiens qui avaient fui la déportation des Britanniques durant la guerre de Sept Ans (voir déportation des Acadiens), bien que les colons anglais, écossais et irlandais avaient déménagé dans la région durant la fin du 18e et pendant le 19e et le 20e siècles.
Le nom de Rustico vient de Rassicot, qui fut un des premiers colons venant de France. 
La banque des fermiers de Rustico, fut fondé et géré sous la tutelle du père Georges-Antoine Belcourt, reçu assentiment royal de son acte d'incorporation par la Cour de Windsor, le 7 avril 1864. Elle est souvent considérée comme étant la première banque au Canada basé sur la communauté.  L'édifice de la banque fut désigné un lieu historique national du Canada en 1959.

## Démographie
| Évolution des langues maternelles (en %) | Légende                                                         |
| ---------------------------------------- | --------------------------------------------------------------- |
|                                          | - Anglais - Français - Anglais et français - Autre(s) langue(s) |
| Sources,:                                |                                                                 |

## Économie

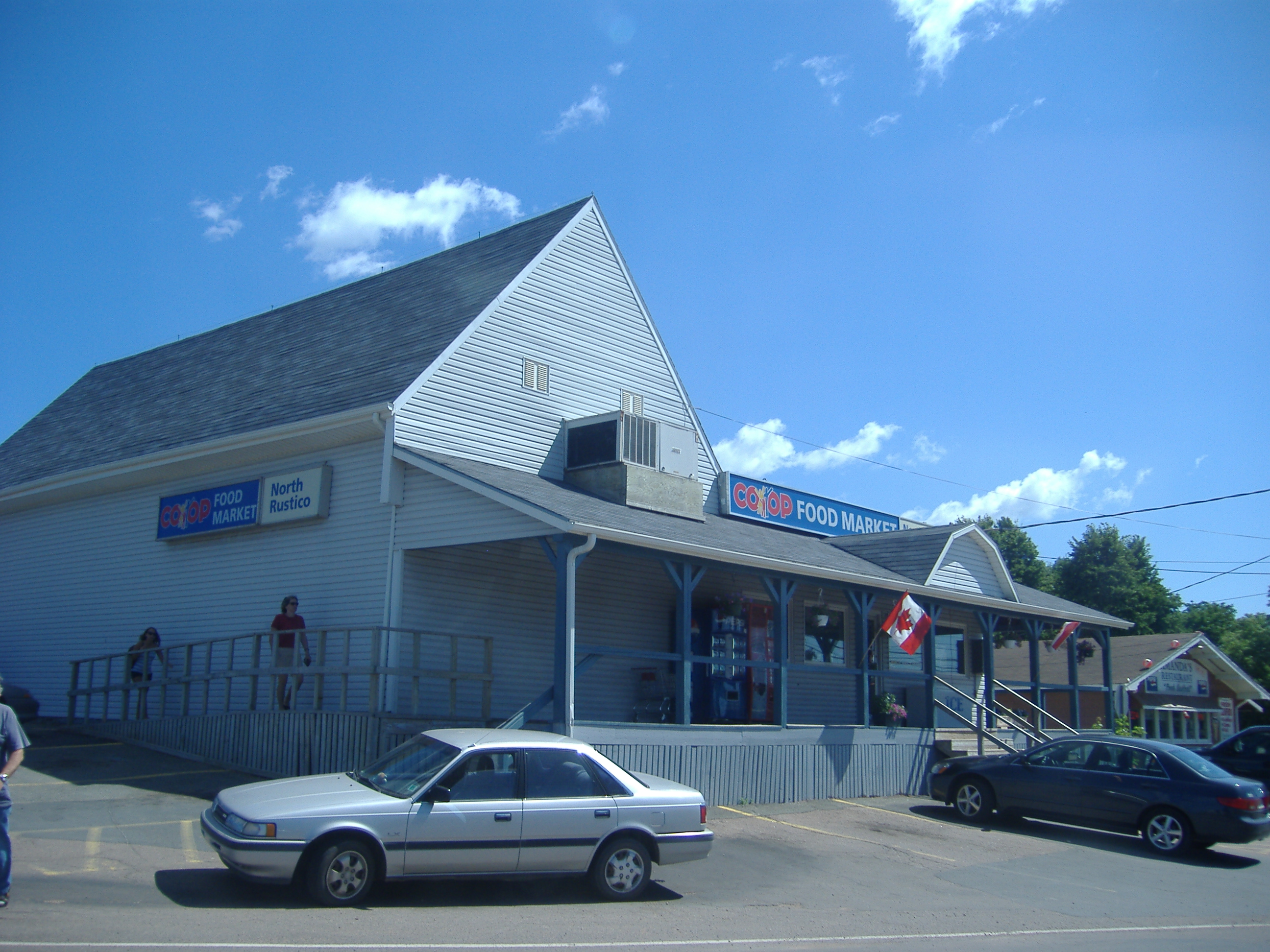
Centre-ville de North Rustico.

Les industries principales de North Rustico en ordre d'importance sont la pêche, le tourisme et l'agriculture. Situé à 30 kilomètres au nord-ouest de Charlottetown, le village devient progressivement une ville-dortoir avec les résidents qui voyagent au travail à la ville.
Depuis le recensement de 1996, le village voit sa population décliner de 2 % dans ses résidents. Durant la saison courte de tourisme sur l'Île-du-Prince-Édouard en juillet et août, la proximité du village au Parc national de l'Île-du-Prince-Édouard cause une augmentation temporaire de la population avec plusieurs visiteurs restant dans des accommodations proches.
Le village a 255 demeures et le revenu médian est de 126,855 $, comparé à la moyenne provinciale de 60,512 $. Il y a plusieurs demeures saisonnières ou des villas appartenant à des non-résidents qui sont utilisées pour seulement quelques semaines durant l'été.
L'industrie de la pêche reste la plus importante activité économique du village avec environ 40 vaisseaux dans un port de petits vaisseaux. La pêche aux homards est le but principal pour la plupart de la flotte et durant le mois de mai et juin, on peut acheter des homards frais de la côte nord de l'IPE dans un marché de poissons sur le quai du port ou directement des bateaux. "Fisherman's Wharf Lobster Suppers" et le "Blue Mussel Cafe" sont des endroits populaires pour savourer les fruits de mer de l'Île-du-Prince-Édouard. 
En été, le village est la destination la plus populaire de l'île. Une soirée chaude d'été, plusieurs personnes se promènent sur le passage en bois du quai d'où on peut voir la baie et le quai des navires de pêche. 

## Sport et loisirs
North Rustico a du kayak de mer, du cyclisme, de la marche et de la marche d'excursion.

## Culture

### Personnalités
- Joseph Aubin Doiron (1922-1995), ancien lieutenant-gouverneur de l'Île-du-Prince-Édouard
- Marion Reid (1929-2023), femme politique
- Lennie Gallant (1955 - ), auteur-compositeur-interprète